# Desiree Lowry
Desiree Lowry Rodríguez (San Juan, Puerto Rico, 25 de junio de 1972) es una modelo, exreina de belleza, presentadora de televisión, locutora radial, organizadora de eventos, dueña de agencia de modelos y entrenadora de reinas de belleza. Desiree es anfitriona, junto a Manolo Castro del "Top 20 Countdown" el programa #1 de la emisora KQ105 de Univisión Radio.
Lowry fungió como directora nacional del certamen Miss Universe Puerto Rico, 
que se encarga de enviar a la representante puertorriqueña al concurso Miss Universo desde el año 2009 hasta 2018. Fue destituida de su cargo por los tenedores de la franquicia internacional Miss Universe. Como directora nacional Puerto Rico logró 4 finalistas en el certamen Miss Universo más un premio de fotogénica.

## Reina de Belleza

### Miss Puerto Rico
Representando al pueblo de Corozal, Desiree Lowry ganó la corona del certamen Miss Puerto Rico 1995. Dicho evento fue celebrado en el Teatro Yagüez ubicado en la ciudad de Mayagüez, Puerto Rico el 6 de agosto de 1994 y televisado por el canal 2, Telemundo.
Vale la pena resaltar que Desiree no fue coronada por su antecesora, Brenda Esther Robles, Miss Puerto Rico 1994, sino por dos ex-Miss Puerto Rico oriundas de la ciudad de Mayagüez, Teresa López (1979) y Sandra Beauchamp (1984). Esto debido a diferencias entre Ana Santisteban, para entonces dueña y directora del certamen y la reina saliente.

### Miss Universo
El 12 de mayo de 1995, en Windhoek, Namibia, Desiree representó a Puerto Rico en el certamen Miss Universo, logrando ser la 4.ª finalista. La ganadora lo fue la estadounidense Chelsi Pearl Smith.
Puntuaciones Competencia Preliminar:
- Traje de Baño - 8.88
- Vestido de Gala - 9.58
- Entrevista - 9.33

Puntuaciones Competencia Final:
- Entrevista - 9.65
- Traje de Baño - 9.56
- Vestido de Gala - 9.66